# Ист Палестин (Охајо)
Ист Палестин (енгл. East Palestine) град је у америчкој савезној држави Охајо.

## Демографија
По попису из 2010. године број становника је 4.721, што је 196 (-4,0%) становника мање него 2000. године.
| Група             | 2000.         | 2010.         |
| Белци             | 4.820 (98,0%) | 4.625 (98,0%) |
| Афроамериканци    | 18 (0,4%)     | 11 (0,2%)     |
| Азијати           | 7 (0,1%)      | 14 (0,3%)     |
| Хиспаноамериканци | 35 (0,7%)     | 42 (0,9%)     |
| Укупно            | 4.917         | 4.721         |